# Mariakapel (Buggenum)

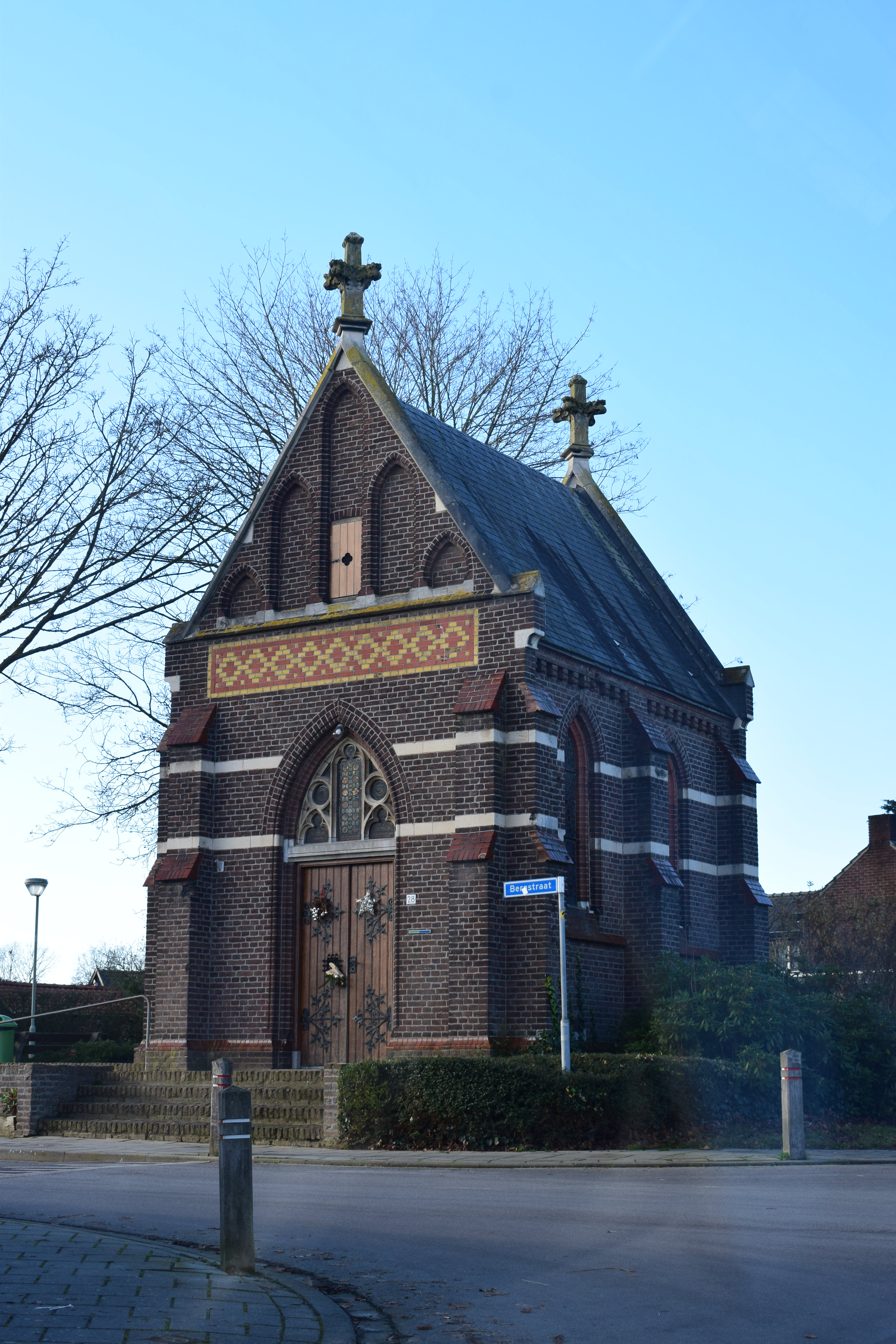
Mariakapel

De Mariakapel is een kapel in Buggenum in de Nederlands Midden-Limburgse gemeente Leudal. De kapel staat aan de kruising van de Kapelstraat, Bergstraat, Holstraat en de Margrietstraat in het noorden van het dorp. Op ongeveer 400 meter naar het zuidoosten staat de Sint-Aldegundiskerk.
De kapel is gewijd aan Maria.

## Geschiedenis
In 1899 werd de kapel gebouwd.
Op 4 november 2002 werd de kapel ingeschreven in het rijksmonumentenregister.

## Bouwwerk
De bakstenen kapel is gebouwd op een rechthoekig plattegrond met driezijdige apsis en haakse steunberen in traditionalistische stijl waarin er neogotische elementen verwerkt zijn. De kapel wordt gedekt door een verzonken zadeldak met leien die tussen twee topgevels geplaatst is. De gevels zijn voorzien van twee wit gepleisterde speklagen, onder de dakrand een bakstenen tandfries en een plint die geaccentueerd wordt door een band van geglazuurde bakstenen die de bovenrand vormt. De zijgevels hebben drie steunberen en bestaan elk uit twee traveeën die alle een spitsboogvenster met glas-in-lood bevatten. De versnijdingen van de steunberen zijn afgedekt met geglazuurde bakstenen. De driezijdige apsis wordt gedekt door een schilddak met leien onder een verlaagde nok met in ieder van de drie gevels een spitsboogvenster, waarvan de middelste blind uitgevoerd is en de andere twee glas-in-loodramen bevatten. Ook hier zijn de versnijdingen steunberen afgedekt met geglazuurde bakstenen. De bovenranden van de frontgevel en achtergevel zijn voorzien van een hardstenen afdeklaag met op de toppen van de twee puntgevels een hardstenen pinakel. In het bovenste deel van de frontgevel zijn vijf getrapte blinde spitsboogvormige vensters aangebracht, waarbij de middelste een houten luik bevat. Lager in de frontgevel is er een strook geel-rood decoratief metselwerk aangebracht. In het onderste deel van de frontgevel is tussen twee steunberen een spitsboogvormig portaal aangebracht, waarbij het bovenste deel bestaat uit een spitsboogvormig bovenlicht van glas-in-lood met maaswerk van natuursteen en het onderste deel afgesloten is met een dubbele houten deur.
Van binnen is de kapel voorzien van spitsbooggewelven die rusten op gestuukte consoles. Tegen de achterwand is een bakstenen altaar geplaatst waarop een houten Mariabeeld geplaatst is dat afkomstig is van atelier Cuypers-Stoltzenberg.